# Hokota, Ibaraki
Hokota (鉾田市 (Mâu Điền thị) Hokota-shi) là thành phố thuộc tỉnh Ibaraki, Nhật Bản. Tính đến ngày 1 tháng 10 năm 2020, dân số ước tính thành phố là 45.953 người và mật độ dân số là 220 người/km2. Tổng diện tích thành phố là 207,6 km2.

## Địa lý

### Đô thị lân cận
- Ibaraki
  - Kashima
  - Namegata
  - Omitama
  - Ōarai

### Khí hậu
| Dữ liệu khí hậu của Hokota, Ibaraki      | Dữ liệu khí hậu của Hokota, Ibaraki | Dữ liệu khí hậu của Hokota, Ibaraki | Dữ liệu khí hậu của Hokota, Ibaraki | Dữ liệu khí hậu của Hokota, Ibaraki | Dữ liệu khí hậu của Hokota, Ibaraki | Dữ liệu khí hậu của Hokota, Ibaraki | Dữ liệu khí hậu của Hokota, Ibaraki | Dữ liệu khí hậu của Hokota, Ibaraki | Dữ liệu khí hậu của Hokota, Ibaraki | Dữ liệu khí hậu của Hokota, Ibaraki | Dữ liệu khí hậu của Hokota, Ibaraki | Dữ liệu khí hậu của Hokota, Ibaraki | Dữ liệu khí hậu của Hokota, Ibaraki |
| Tháng                                    | 1                                   | 2                                   | 3                                   | 4                                   | 5                                   | 6                                   | 7                                   | 8                                   | 9                                   | 10                                  | 11                                  | 12                                  | Năm                                 |
| ---------------------------------------- | ----------------------------------- | ----------------------------------- | ----------------------------------- | ----------------------------------- | ----------------------------------- | ----------------------------------- | ----------------------------------- | ----------------------------------- | ----------------------------------- | ----------------------------------- | ----------------------------------- | ----------------------------------- | ----------------------------------- |
| Cao kỉ lục °C (°F)                       | 17.9 (64.2)                         | 24.2 (75.6)                         | 24.7 (76.5)                         | 29.4 (84.9)                         | 33.7 (92.7)                         | 34.4 (93.9)                         | 37.8 (100.0)                        | 37.8 (100.0)                        | 36.7 (98.1)                         | 31.9 (89.4)                         | 25.2 (77.4)                         | 24.1 (75.4)                         | 37.8 (100.0)                        |
| Trung bình ngày tối đa °C (°F)           | 9.2 (48.6)                          | 9.6 (49.3)                          | 12.7 (54.9)                         | 17.6 (63.7)                         | 21.8 (71.2)                         | 24.3 (75.7)                         | 28.5 (83.3)                         | 30.0 (86.0)                         | 26.3 (79.3)                         | 21.2 (70.2)                         | 16.4 (61.5)                         | 11.5 (52.7)                         | 19.1 (66.4)                         |
| Trung bình ngày °C (°F)                  | 2.8 (37.0)                          | 3.7 (38.7)                          | 7.1 (44.8)                          | 12.0 (53.6)                         | 16.6 (61.9)                         | 19.9 (67.8)                         | 23.8 (74.8)                         | 25.3 (77.5)                         | 21.9 (71.4)                         | 16.4 (61.5)                         | 10.6 (51.1)                         | 5.1 (41.2)                          | 13.8 (56.8)                         |
| Tối thiểu trung bình ngày °C (°F)        | −3.0 (26.6)                         | −2.2 (28.0)                         | 1.1 (34.0)                          | 6.2 (43.2)                          | 11.7 (53.1)                         | 16.2 (61.2)                         | 20.3 (68.5)                         | 21.8 (71.2)                         | 18.3 (64.9)                         | 11.9 (53.4)                         | 5.1 (41.2)                          | −0.5 (31.1)                         | 8.9 (48.0)                          |
| Thấp kỉ lục °C (°F)                      | −10.6 (12.9)                        | −9.7 (14.5)                         | −7.2 (19.0)                         | −4.4 (24.1)                         | −0.5 (31.1)                         | 7.3 (45.1)                          | 11.9 (53.4)                         | 12.6 (54.7)                         | 5.2 (41.4)                          | −1.0 (30.2)                         | −5.3 (22.5)                         | −9.1 (15.6)                         | −10.6 (12.9)                        |
| Lượng Giáng thủy trung bình mm (inches)  | 66.5 (2.62)                         | 62.9 (2.48)                         | 115.0 (4.53)                        | 122.5 (4.82)                        | 136.5 (5.37)                        | 141.9 (5.59)                        | 139.3 (5.48)                        | 101.8 (4.01)                        | 195.0 (7.68)                        | 230.7 (9.08)                        | 98.2 (3.87)                         | 58.3 (2.30)                         | 1.468,5 (57.81)                     |
| Số ngày giáng thủy trung bình (≥ 1.0 mm) | 5.8                                 | 6.1                                 | 9.9                                 | 10.8                                | 10.9                                | 11.8                                | 11.2                                | 7.9                                 | 10.8                                | 11.0                                | 7.9                                 | 5.9                                 | 110                                 |
| Số giờ nắng trung bình tháng             | 181.4                               | 170.2                               | 181.3                               | 185.7                               | 184.9                               | 137.1                               | 154.4                               | 193.2                               | 145.2                               | 139.1                               | 146.6                               | 161.8                               | 1.980,8                             |
| Nguồn: Cục Khí tượng Nhật Bản            |                                     |                                     |                                     |                                     |                                     |                                     |                                     |                                     |                                     |                                     |                                     |                                     |                                     |